# Seljord
Seljord è un comune norvegese della contea di Telemark.

## Storia

### Simboli
Lo stemma è stato concesso il 15 settembre 1989.
Nell'emblema, disegnato dallo scultore Trygve Magnus Barstad, è raffigurato il serpente marino Selma che secondo una leggenda viveva nel lago Seljord che si trova nei confini del comune.